# Ministero dell'unificazione
Il Ministero dell'unificazione (통일부?, 統一部?, TongilbuLR) è un organo esecutivo del governo della Corea del Sud, fondato il 1º marzo 1969. Il Ministero tratta le questioni pertinenti alle relazioni inter-coreane e al progetto di riunificazione.
Esso è responsabile di tutte le questioni che riguardano le relazioni intercoreane e di adottare politiche sull'unificazione, sul dialogo intercoreano, lo scambio, la cooperazione e l'assistenza umanitaria. Inoltre, analizza la situazione nordcoreana e promuove attività educative e informative sulla Corea del Nord e altre questioni legate all'unificazione. I quartieri generali del Ministero si trovano al terzo e quarto piano del Palazzo del Governo di Seul, distretto di Jongno-gu.

## Agenzie affiliate
Il Ministero dell'Unificazione collabora con diverse agenzie minori affiliate, queste sono:
- Ufficio del dialogo intercoreano
- Istituto dell'Educazione all'unificazione
- ICentro di sostegno agli insediamenti per i rifugiati nordcoreani
- Ufficio di consultazione per lo scambio e la cooperazione intercoreana
- Ufficio del Comitato congiunto Sud-Nord per il complesso industriale di Gaesong
- Centro per il futuro unificato della Corea
- Centro di Informazione sulla Corea del Nord